# Gallerie di Piedicastello
Le Gallerie di Piedicastello sono uno spazio museale a Trento, gestito dalla Museo storico del Trentino.

## Storia
Le Gallerie di Piedicastello facevano parte della tangenziale ovest che lambiva Trento all'altezza dello storico quartiere di Piedicastello separandolo dalla città di Trento. Furono aperte al traffico nel 1974 e rimasero attive fino all'11 novembre 2007. In seguito alla costruzione di due nuovi tunnel Le Gallerie furono dismesse e, su idea dell'allora Governatore del Trentino Lorenzo Dellai espressa pubblicamente durante un'assemblea del quartiere di Piedicastello, convertite in spazio museale dedicato principalmente alla storia e alla memoria. Fondazione Museo storico del Trentino (titolare del sito) indisse un concorso d'idee atto a trovare una soluzione progettuale per la nuova destinazione d'uso. FilmWork-Trento si aggiudicò il concorso dopo aver composto e coordinato un team internazionale: Jeffrey T. Schnapp, allora direttore dello Stanford Humanities Lab,  fu scelto come curatore e autore del concept, Elisabetta Terragni - Studio Terragni Architetti (Como) per il progetto di allestimento e Gruppe Gut Gestaltung Bolzano per la grafica. Nella fase realizzativa si creò un clima di grande collaborazione e scambio continuo fra tutti i soggetti coinvolti, principalmente con il direttore della FMST Giuseppe Ferrandi e i suoi molti collaboratori.[2] Fu possibile portare a termine la realizzazione del nuovo assetto del sito in breve tempo anche grazie alle maestranze della Provincia autonoma di Trento che con le loro varie competenze furono determinanti. Il sito venne inaugurato da Simone Veil il 19 agosto 2008 durante una grande festa popolare cui parteciparono migliaia di persone. Il Primo evento ospitato da Le Gallerie di Piedicastello fu la grande mostra "I Trentini e la Grande Guerra. Un popolo scomparso e la sua storia ritrovata". ==
Giuseppe Ferrandi: "La scelta del metodo con il quale progettare e realizzare Le Gallerie è stata fondamentale. Derivava dal livello di complessità e dalle aspettative degli abitanti, degli utenti del Museo e delle istituzioni. Lorenzo Dellai, presidente della Provincia autonoma di Trento, ci ha affidato l‘incarico quando ancora il traffico scorreva nelle due gallerie. Fin da subito, si scelse di condividere i vari passaggi con i vari attori sociali e istituzionali. Con il Comune di Trento, la Circoscrizione, i vari Servizi della Provincia, i Comitati e le Associazioni di quartiere, si mantenne un collegamento molto stretto. Questo progetto non poteva essere, infatti, calato dall‘alto. E partecipazione finalizzata alla condivisione vi è stata e vi sarà anche nel prosieguo del progetto."
Le due gallerie hanno anche funzioni diverse: la nera è una grande e suggestiva installazione; la bianca offre spazi per eventi, esposizioni temporanee e attività di formazione. Complessivamente uno spazio "laboratoriale“, con una spiccata propensione per l‘innovazione nelle forme (e nei linguaggi) in cui si comunica la storia. Spazio "laboratoriale“ e sperimentale per garantire a tutti i soggetti che fanno storia di avere un punto di riferimento, uno spazio e alcuni essenziali servizi di base.